# كارتل غوادالاخارا
كارتل غوادالاخارا (بالإسبانية: Cártel de Guadalajara) كارتل مخدرات مكسيكي تم تشكيله في الثمانينات من قبل ميغيل أنخيل فيليكس غالاردو ورافائيل كارو كوينتيرو وإرنستو فونسيكا كاريلو من أجل شحن الكوكايين والماريجوانا إلى الولايات المتحدة، ويعد هذا الكارتل من بين أولى مجموعات تهريب المخدرات المكسيكية التي تعمل مع الكارتلات الكولومبية، ازدهرت إلى حد كبير لأنها تتمتع بحماية مديرية الأمن الفيدرالية المكسيكية.

## بداية الكارتل
بدأ ميغيل أنخيل فيليكس غالاردو وهو ضابط سابق في الشرطة الفيدرالية المكسيكية، بدء العمل مع تجار المخدرات الذين يتوسطون في فساد المسؤولين الحكوميين، وشركاؤه في الكارتل رافائيل كارو كوينتيرو وإرنستو فونسيكا كاريلو كانوا يعملون سابقًا في منظمة أفيليس الإجرامية سيطروا على طرق التهريب بعد مقتل أفيليس في تبادل لإطلاق النار مع الشرطة.

## الكارتلات الكولومبية
كان «خوان ماتا» هو صلة كارتل غوادالاخارا الرئيسية بالكارتلات الكولومبية وقد قدم في الأصل ميغيل أنخيل فيليكس غالاردو إلى سانتياغو أوكامبو من كارتل كالي، وتم الأتفاق بدلاً من أخذ المال نقداً مقابل خدماتهم أخذ المهربون في كارتل غوادالاخارا 50٪ من الكوكايين الذي ينقلونه من كولومبيا إلى الولايات المتحدة، كان هذا مربحًا للغاية بالنسبة لهم حيث قدر البعض أن الكارتل كان يجني 5 مليارات دولار سنويًا.

## نهاية الكارتل
بعد إلقاء القبض على رافائيل كارو كوينتيرو وإرنستو فونسيكا كاريلو، ظل ميغيل أنخيل فيليكس غالاردو في مكان متخفي من الشرطة وفي عام 1987 انتقل مع عائلته إلى مدينة غوادالاخارا قرر بعد ذلك تقسيم التجارة التي يسيطر عليها لأنها ستكون أكثر كفاءة وأقل عرضة لوكالة مكافحة المخدرات وزع المهام ليديرها اشخاص كانوا أقل شهرة أو غير معروفين من وكالة مكافحة المخدرات.
وكان من الذين تولى المهام خواكين غوزمان لويرا وإسماعيل زامبادا غارسيا لعمليات ساحل المحيط الهادئ، ليصبحا بعد ذلك كارتل سينالوا، تم القبض على ميغيل أنخيل فيليكس غالاردو في المكسيك في 8 أبريل 1989، وأتهم من قبل السلطات في المكسيك والولايات المتحدة بخطف وقتل وكيل إدارة مكافحة المخدرات إنريكي كيكي كامارينا وتهريب المخدرات والجرائم العنيفة المتعددة.